# Tang Hon Sing
Tang Hon Sing (chinesisch 鄧漢昇 / 邓汉升, Pinyin Dèng Hànshēng; * 7. Oktober 1977) ist ein ehemaliger Hürdenläufer aus Hongkong, der sich auf die 110-Meter-Distanz spezialisiert hat.

## Sportliche Laufbahn
Erste internationale Erfahrungen sammelte Tang Hon Sing vermutlich im Jahr 1998, als er bei den Asienspielen in Bangkok mit 14,96 s im Vorlauf über 110 m Hürden ausschied und mit der Hongkonger 4-mal-100-Meter-Staffel in 40,96 s den vierten Platz belegte. 2000 verpasste er bei den Asienmeisterschaften in Jakarta mit 14,78 s den Finaleinzug im Hürdensprint und belegte mit der Staffel in 57,01 s den achten Platz. Anschließend nahm er mit der Staffel an den Olympischen Sommerspielen in Sydney teil und kam dort mit 40,15 s nicht über den Vorlauf hinaus. Im Jahr darauf belegte er bei den Ostasienspielen in Osaka in 14,68 s den sechsten Platz im Hürdenlauf und 2002 schied er bei den Asienspielen in Busan mit der Staffel mit 40,59 s im Vorlauf aus. Im Jahr darauf kam er bei den Asienmeisterschaften in Manila mit 52,94 s nicht über die Vorrunde im 400-Meter-Hürdenlauf hinaus. 2004 gelangte er bei den erstmals ausgetragenen Hallenasienmeisterschaften in Teheran auf den achten Platz über 60 m Hürden. 2005 schied er bei den Weltmeisterschaften in Helsinki mit 14,83 s in der ersten Runde über 110 m Hürden aus und verpasste anschließend bei den Asienmeisterschaften in Incheon mit 14,58 s den Finaleinzug. Zudem wurde er bei den Ostasienspielen in Macau mit 14,82 s Siebter. 2006 belegte er bei den Hallenasienmeisterschaften in Pattaya in 8,10 s den vierten Platz über 60 m Hürden und schied im Dezember bei den Asienspielen in Doha mit 14,82 s im Vorlauf aus. Im Jahr darauf verpasste er bei den Asienmeisterschaften in Amman mit 14,41 s den Finaleinzug und belegte dann bei den Hallenasienspielen in Macau in 8,15 s den siebten Platz über 60 m Hürden. 2010 bestritt er seinen letzten offiziellen Wettkampf und beendete daraufhin seine aktive sportliche Karriere im Alter von 32 Jahren.

## Persönliche Bestzeiten
- 110 m Hürden: 14,32 s (+0,3 m/s), 6. Juni 2004 in Hongkong
  - 60 m Hürden (Halle): 8,04 s, 20. Februar 2001 in Peking